# Andrew Green
Andrew Green (ur. 14 czerwca 1965) – brytyjski projektant i inżynier, od 2011 roku dyrektor techniczny zespołu Force India.

## Życiorys
Andrew Green studiował inżynierię mechaniczną. W 1987 roku rozpoczął pracę jako projektant inżynier w Reynard Cars. 1990 roku został członkiem biura projektowego w zespole Jordan Grand Prix obok Gary’ego Andersona i Marka Smitha, w którym pracował do 1995 roku. Następnie został inżynierem wyścigowym Rubensa Barrichello a następnie Ralfa Schumachera. W 1997 roku przeszedł do British American Racing, w 1998 roku został szefem projektowania mechanicznego, został zwolniony w 2002 roku. Przeszedł do Jaguar Racing (następnie Red Bull Racing) aby pracować w dziedzinie badań i rozwoju. Utworzył P1 Designs. Pracował także w  Formule 3 i Formule 3000.
W 2008 roku utworzył firmę konsultingową. W czerwcu 2010 roku dołączył do zespołu Force India, a na początku 2011 roku został dyrektorem technicznym.